# Michal Horňák
Michal Horňák (* 28. dubna 1970, Vsetín) je bývalý český fotbalový obránce, reprezentant České republiky, držitel stříbrné medaile z mistrovství Evropy roku 1996. Svým pojetím rychlého krajního obránce, který často vyráží kupředu podpořit útok, předběhl svou dobu.

## Klubová kariéra
V domácí lize (nejprve federální československé, posléze české) hrál především za Spartu Praha. Odbyl si v ní ligový debut krátce po svém příchodu v roce 1988 a s přestávkou vojenské služby v RH Cheb (1989–1990) v ní setrval až do roku 2001. Sehrál za Spartu 239 ligových utkání (a dal v nich 13 gólů – vždy platil za spíše svátečního střelce). Získal se Spartou 10 mistrovských titulů (1989, 1991, 1993, 1994, 1995, 1997, 1998, 1999, 2000, 2001), což ho řadí k českým rekordmanům a legendám Sparty. S letenským týmem získal i československý (1992) a český pohár (1994, 1996).
Ze Sparty odešel do rakouského LASK Linec, kde odkopal dvě sezóny (62 ligových startů, dva góly). Pak se vrátil do domácí soutěže, úspěšně se podílel na záchraně Opavy v lize, s Opavou si také přidal do sbírky posledních 16 ligových zápasů. Po skončení hráčské kariéry se věnoval trenérské činnosti v nižších soutěžích, trénoval mimo jiné Zenit Čáslav. V současné době pomáhá na hřišti týmu TJ Mnichovice udržet se v 1.B třídě.

## Reprezentační kariéra
V A-mužstvu české fotbalové reprezentace odehrál celkem 38 utkání (21 výher, 8 remíz, 9 proher) a dal jeden gól (v kvalifikačním utkání s Litvou ). Na Euru 1996 nastoupil ke všem šesti utkáním, které zde český výběr sehrál (včetně finále s Německem, které ČR prohrála 1:2).
| Gól | Datum       | Stadion                        | Soupeř | Skóre (min.) | Výsledek | Soutěž                 |
| --- | ----------- | ------------------------------ | ------ | ------------ | -------- | ---------------------- |
| 010 | 27. 3. 1999 | Stadion Na Stínadlech, Teplice | Litva  | 01:0 0(10.)  | 2:0      | Kvalifikace na ME 2000 |

Zápasy Michala Horňáka v A-mužstvu české reprezentace 
| Rok    | Zápasy | Góly |
| ------ | ------ | ---- |
| 1995   | 2      | 0    |
| 1996   | 13     | 0    |
| 1997   | 11     | 0    |
| 1998   | 5      | 0    |
| 1999   | 7      | 1    |
| Celkem | 38     | 1    |